# 327. strelska divizija (ZSSR)
327. strelska divizija (izvirno rusko 327. стрелковая дивизия; kratica 327. SD) je bila strelska divizija Rdeče armade v času druge svetovne vojne.

## Zgodovina
Divizija je bila ustanovljena novembra 1941 v Voronežu. Januarja 1943 je bila preoblikovana v 64. gardno strelsko divizijo in pozneje ponovno ustanovljena.